# Pantocrator

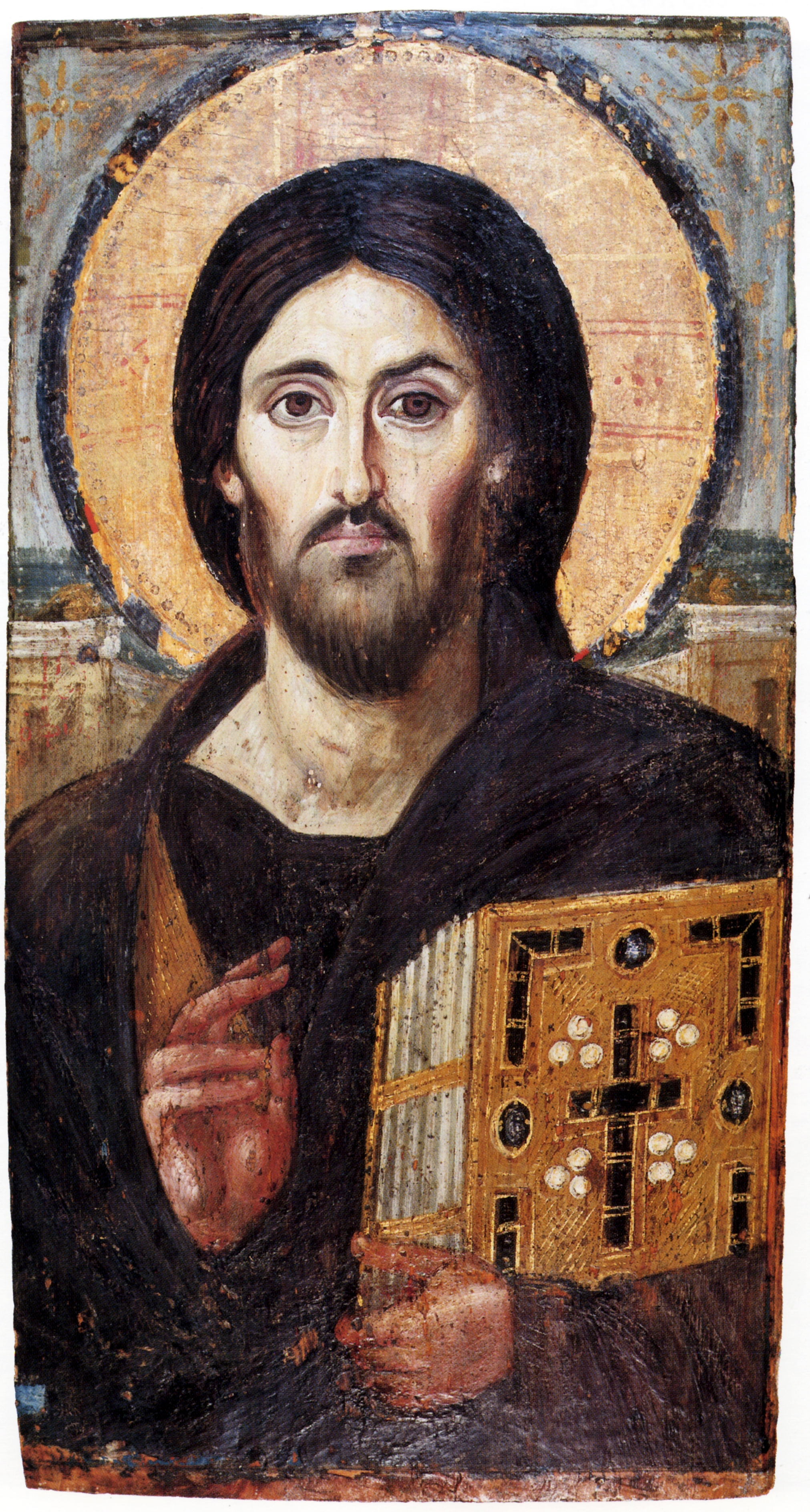
Cristo Pantocrator, o mais antigo ícone conhecido de Cristo, no Mosteiro de Santa Catarina

Pantocrator (em grego: Παντοκράτωρ; romaniz.: Pantokrátor:  'todo-poderoso', 'onipotente', de pan, 'tudo', e kràtein, 'dominar'), na iconografia do cristianismo, refere-se a uma forma de representação de Jesus, que é retratado com a mão direita, em posição de bênção — com o polegar voltado para si, os dedos médio e indicador em posição oblíqua, quase vertical, e os outros dedos dobrados em direção à palma da mão. Essa posição da mão direita, com dois dedos erguidos, indica a sua dupla natureza (divina e humana), enquanto a sua participação na Trindade, como segunda Pessoa, é indicada pelos três dedos unidos nas pontas; na mão esquerda, estão as Sagradas Escrituras.
O Cristo Pantocrator encontra-se várias vezes no Novo Testamento em grego.

## Significado
A tradução mais comum de Pantocrator é "Todo-Poderoso" ou "Todo-poderoso". Nesse entendimento, Pantocrator é uma palavra composta formada a partir das palavras gregas πᾶς, pas (GEN παντός pantos), ou seja, "tudo" e κράτος, kratos, ou seja, "força", "poder", "poder".  Isso é muitas vezes entendido em termos de poder potencial; ou seja, capacidade de fazer qualquer coisa, onipotência. Cristo pantocrator significa Jesus em sua glória durante sua segunda vinda sentado em seu trono.

Outra tradução mais literal é "Governante de Todos" ou, menos literalmente, "Sustentador do Mundo". Nesse entendimento, Pantocrator é uma palavra composta formada do grego para "todos" e o verbo que significa "Realizar algo" ou "sustentar algo" (κρατεῖν, kratein). Essa tradução fala mais do poder real de Deus; ou seja, Deus faz tudo (ao contrário de Deus pode tudo).